# Simeon Djankow
Simeon Denczew Djankow, bułg. Симеон Денчев Дянков (ur. 13 lipca 1970 w Sofii) – bułgarski ekonomista, analityk, nauczyciel akademicki i polityk, pracownik Banku Światowego, w latach 2009–2013 wicepremier i minister finansów w rządzie Bojka Borisowa.

## Życiorys
Absolwent językowej szkoły średniej w Łoweczu. Naukę kontynuował w Wyższym Instytucie Ekonomicznym im. Karla Marksa w Sofii. Doktoryzował się na University of Michigan w Stanach Zjednoczonych. Od 1995 zawodowo związany z Bankiem Światowym. Zajmował się kwestiami przekształceń strukturalnych w Gruzji, a po rewolucji róż został bliskim współpracownikiem Kachy Bendukidze, głównego autora reform gospodarczych w tym kraju. Ponadto zajmował się kwestią ładu korporacyjnego w Azji Wschodniej i regionalnymi stosunkami handlowymi w Afryce Północnej. Był też głównym autorem firmowanego przez Bank Światowy raportu dotyczącego rankingu krajów przyjaznych biznesowi (cykliczny projekt Doing Business Report), a także współtwórcą think tanku Ideas42, powołanego w 2008 na Uniwersytecie Harvarda. Autor licznych publikacji naukowych o tematyce ekonomicznej m.in. w „Quarterly Journal of Economics”, „The Journal of Finance” i „Journal of Financial Economics”.
Od 2006 był współpracownikiem burmistrza Sofii Bojka Borisowa, został szefem ekspertów ekonomicznych partii GERB. Po jej zwycięstwie wyborach parlamentarnych w 2009 Bojko Borisow ogłosił jego nominację na urząd ministra finansów w swoim rządzie. Jednocześnie został wicepremierem w tym gabinecie. Oba urzędy sprawował od lipca 2009 do marca 2013.
Po odejściu z rządu był m.in. rektorem prywatnej New Economic School w Rosji. Powrócił również do Banku Światowego, został wykładowcą m.in. London School of Economics. W 2025 parlament powołał go na przewodniczącego rady fiskalnej.